# Wilhelm Genazino

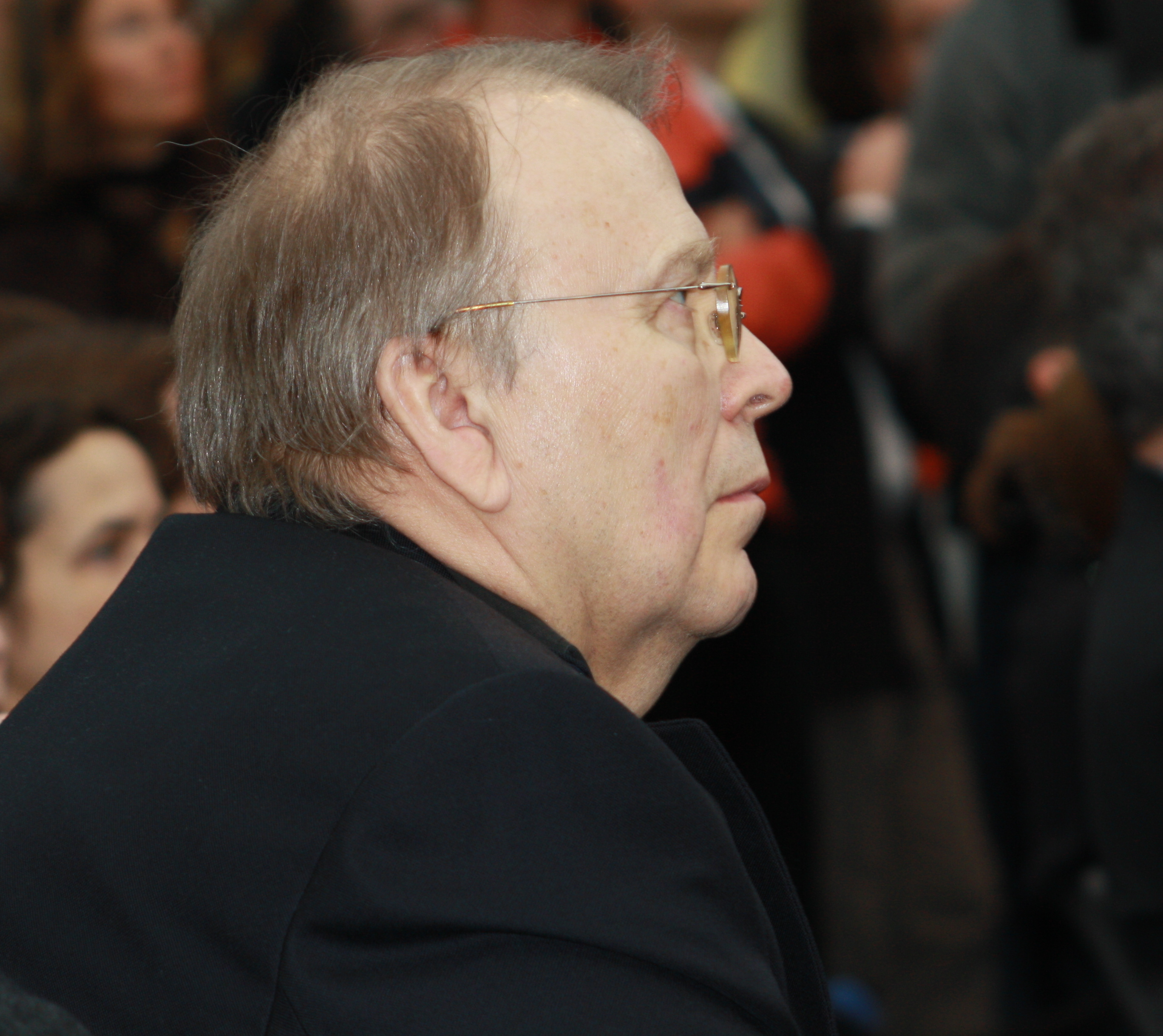
Wilhelm Genazino (Autor: Amrei-Marie)

Wilhelm Theodor Genazino (22. ledna 1943, Mannheim – 2018) byl německý spisovatel. V roce 2004 se stal laureátem ceny Georga Büchnera.

## Biografie
Vyrostl společně s třemi sourozenci v Mannheimu, v rodině postižené poválečnou chudobou. Po trnité cestě k maturitě vystudoval v letech 1984–1989 na univerzitě ve Frankfurtu nad Mohanem filozofii, germanistiku a sociologii. Od roku 1971 je spisovatelem na volné noze.
Za svoji literární činnost byl již mnohokrát oceněn (např. Kleistova cena (2007)).
Roku 2013 Wilhelm Genazino na pozvání Goethe-Institutu navštívil Prahu. Na veletrhu Svět knihy představil v rámci sekce „Das Buch“ český překlad svého románu Deštník pro tento den.

### Přehled děl v originále (výběr)
- Laslinstraße. Roman (Laslinova ulice). Köln: Middelhauve, 1965.
- "Abschaffel-Trilogie"[12]
  - Abschaffel: Roman. Reinbek: Rowohlt, 1977.
  - Die Vernichtung der Sorgen: Roman (Zničení starostí) Reinbek: Rowohlt, 1978.
  - Falsche Jahre: Roman (Nesprávné roky). Reinbek: Rowohlt, 1979.
  - opětovné vydání kompletu: Abschaffel. Eine Trilogie. S doslovem Dolfa Oehlera. Reinbek: Rowohlt, 1985.
- Die Ausschweifung. Roman. Reinbek: Rowohlt, 1981. (brožované vydání: Deutscher Taschenbuch Verlag, 2004. 304 S.)
- Fremde Kämpfe. Roman. Reinbek (Rowohlt) 1984. (brožované vydání: Deutscher Taschenbuch Verlag, 2004. 224 S.)
- Der Fleck, die Jacke, die Zimmer, der Schmerz. Roman. Reinbek: Rowohlt, 1989. (6. vyd. Rowohlt Taschenbuch Verlag, 2004. 224 S.)
- Die Liebe zur Einfalt. Roman. Reinbek: Rowohlt, 1990. (nové vydání: München: Carl Hanser Verlag, 2012. 176 S.)
- Leise singende Frauen. Reinbek: Rowohlt, 1992. (nové vydání: München: Hanser, 2014.)
- Aus der Ferne. Texte und Postkarten. Reinbek: Rowohlt, 1993.
- Die Obdachlosigkeit der Fische. Reinbek: Rowohlt, 1994. (brožované vydání: Deutscher Taschenbuch Verlag, 2004. 112 S.)
- Das Bild des Autors ist der Roman des Lesers. Münster: Kleinheinrich, 1994.
- Das Licht brennt ein Loch in den Tag. Reinbek: Rowohlt, 1996. (5. vyd.: Rowohlt Taschenbuch Verlag, 2000. 128 S.)
- Achtung Baustelle (Pozor staveniště). Frankfurt/M.: Schöffling, 1998. (brožované vydání: Deutscher Taschenbuch Verlag, 2006. 184 S.)
- Die Kassiererinnen. Roman. Reinbek: Rowohlt, 1998. (brožované vydání: Rowohlt Taschenbuch Verlag, 2004. 160 S.)
- Ein Regenschirm für diesen Tag. Roman. München: Carl Hanser Verlag, 2001.
- Eine Frau, eine Wohnung, ein Roman. München/Wien: Hanser, 2003. (4. vyd.: Deutscher Taschenbuch Verlag, 2005)
- Der gedehnte Blick. Essays. München: Hanser, 2004. (brožované vydání: Deutscher Taschenbuch Verlag, 2007. 208 S.)
- Die Liebesblödigkeit. Roman. München: Hanser, 2005.
- Die Belebung der toten Winkel. Frankfurter Poetikvorlesungen. München: Hanser, 2006. 112 S.
- Lieber Gott mach mich blind. Der Hausschrat. Zwei Stücke. München: Hanser, 2006.
- Mittelmäßiges Heimweh. Roman. München: Hanser, 2007. (brožované vydání: Deutscher Taschenbuch Verlag, 2008. 192 S.)
- Die Tugend die Trauer das Warten die Komik. Leonberg: Keicher, 2008.
- Das Glück in glücksfernen Zeiten. Roman. München/Wien, Hanser, 2009.
- Wenn wir Tiere wären. München/Wien: Hanser, 2011. (brožované vydání: Deutscher Taschebuch Verlag, 2013)
- Idyllen in der Halbnatur. München/Wien: Hanser, 2012. 240 S.
- Aus der Ferne & Auf der Kippe. Bilder und Texte. München/Wien: Hanser, 2012.
- Tarzan am Main. Spaziergänge in der Mitte Deutschlands. München/Wien: Hanser, 2013. 144 S.
- Bei Regen im Saal. Roman. München: Hanser, 2014. 160 S.
- Außer uns spricht niemand über uns. Roman. München: Hanser, 2016.
- Kein Geld, keine Uhr, keine Mütze. Roman. München: Hanser, 2018.

### Divadlo
- Lieber Gott mach mich blind. Premiéra: Staatstheater Darmstadt, Kammerspiele. 8. 10. 2005. Režie: Henri Hohenemser.
- Fremde Kämpfe. Premiéra: Nationaltheater Mannheim, 6. 10. 2006. Režie: Simon Solberg.
- Der Hausschrat. Premiéra: Theater an der Ruhr, Mülheim, 13. 2. 2007. Režie: Roberto Ciulli.
- Courasche oder Gott lass nach. Podle Jakoba Christopha von Grimmelshausen. Premiéra: Ruhrtriennale, Duisburg, Gebläsehalle Landschaftspark, 2. 10. 2007. Režie: Stephanie Mohr.

### České překlady
- Deštník pro tento den[13][14][15] (orig. 'Ein Regenschirm für diesen Tag'). Praha : Mladá fronta, 2013. 150 S. Překlad: Petr Štědroň